# Kek
Kek (mv: Kekoe, syn: Koek of Kekoei) was in de Egyptische mythologie het concept van de duisternis van de "primordiale ruimte" of oeroceaan.
Als concept werd Kek beschouwd als mannelijk en vrouwelijk tegelijk (androgynie). Toch maakte hij samen met zijn vrouwelijke tegenhanger Keket (ook Kaoeket of Kekoeit) deel uit van de Ogdoade van Hermopolis, een groep van acht oergoden.
Net als de vier mannelijke oergoden van de "ogdoah", werd ook Kek voorgesteld met een kikkerhoofd of als een kikker, terwijl Keket, net als de vier vrouwelijke, met slangenhoofd of als slang wordt afgebeeld.
Als vergoddelijkt symbool van de duisternis vertegenwoordigde Kek ook de duisternis van het weten, de onwetendheid en de chaos.